# Rizzle Kicks
Rizzle Kicks est un groupe de hip-hop britannique, originaire de Brighton. Il est constitué de Jordan « Rizzle » Stephens (né le 25 janvier 1992) et Harley « Sylvester » Alexander-Sule (né le 23 novembre 1991), le groupe se forme en 2008, et sort son premier album, Stereo Typical, le 31 octobre 2011.

## Biographie

### Formation et débuts (2006–2011)
En 2006, Stephens commence à rapper pour l'association caritative AudioActive, basée à Brighton, puis est rejoint un an plus tard par Alexander-Sule. Le duo participe au projet AudioActive's Hip Hop Foundation et Stephens continue dans sa lignée jusqu'en 2010.
Stephens et Alexander-Sule sont tous les deux anciens élèves du Brit School, où Stephens a étudié les médias et Alexander-Sule le théâtre. Stephens commence son projet de mixtape, Minor Breaches of Discipline, sur laquelle il rappe sur des samples de ses groupes et artistes préférés (Gorillaz, Lily Allen, Arctic Monkeys) et demandera à Alexander-Sule de chanter sur certaines chansons. Sentant l'harmonie entre les deux, ils décident de former Rizzle Kicks en 2008. Leur nom vient de 'Green Rizla', un ancien surnom donné à Stephens par l'un de ses équipiers au football. Ce surnom évolue en 'Rizzle', et le duo décide d'utiliser le suffixe 'kicks' pour leur amour du football
Désormais nouveau dans la musique, le duo part à la recherche de producteurs locaux, enregistrant quelques démos, dont trois qui seront incluses dans leur premier album. Ils font également leur promotion sur Internet, sur leur propre site web, Your Daily Kicks, et en postant clips lo-fi sur YouTube. Les vidéos attirent l'intérêt de plusieurs label en 2010, tet finissent par signer chez Island Records (Universal Music). Ils travaillent alors sur leur premier album aux côtés de producteurs comme Ant Whiting, Norman Cook, The Rural, Futurecut, et Craigie Dodds.

### Stereo Typical(2011–2012)
En juin 2011, le duo publie un single promotionnel, Prophet (Better Watch It), accompagné d'une vidéo en stop motion. La chanson est publiée gratuitement avant sa sortie sur iTunes.

### Dernières activités (depuis 2013)
Rizzle Kicks annonce un nouvel album aux côtés de Norman Cook, Ant Whiting et Pharrell Williams. Le 4 décembre 2013, Rizzle Kicks publie la chanson Happy That You're Here sur YouTube. En 2014, Rizzle Kicks s'associe à Evian pour le tournoi de Wimbledon et publie un single, Tell Her, dont le clip fait participer Maria Sharapova. En octobre 2014, Rizzle Kicks joue All About That Bass de Meghan Trainor.
Alexander-Sule adopte le nom de Jimi Charles Moody, et publie plusieurs singles. Son premier single, Blue Honey, compte plus de 900 000 écoutes sur SoundCloud en un mois. Sa chanson House of Moody est utilisée dans une publicité pour Lexus et dans le jeu vidéo Madden NFL 16.
Rizzle Kicks apparait au Late Late Show with James Corden le 19 septembre 2016. En décembre 2016, Stephens apparait en soldat rebelle dans Rogue One: A Star Wars Story.

## Discographie
- 2011 : Stereo Typical
- 2013 : Roaring 20s